# Dorchester (Teksas)
Dorchester – miasto w Stanach Zjednoczonych, w stanie Teksas, w hrabstwie Grayson.
Liczba mieszkańców w 2000 r. wynosiła 353, a powierzchnia 117,2 km².